# Slavisch Koor Zwolle
Het Slavisch Koor Zwolle is een Nederlands Slavisch-Byzantijns zangkoor uit Zwolle dat Oud-Slavische kerkgezangen uit de Russische-orthodoxe liturgie en Russische en Oekraïense volksliederen ten gehore brengt.

## Geschiedenis
Het koor werd opgericht op 7 januari 1980 door de bariton Michael Minsky, solist en dirigent van het originele Don Kozakkenkoor Serge Jaroff. Onder zijn leiding werd er veelvuldig opgetreden in kerken en concertzalen; verschillende keren verleende het koor zijn medewerking aan kerkdiensten. Het koor zong ook regelmatig in Duitsland.
Het koor verleende zijn medewerking aan de Nederlandse viering van het duizendjarig bestaan van de Russisch-orthodoxe Kerk. Deze viering vond plaats op 30 september 1988 in de Grote of Sint-Michaëlskerk te Zwolle. Aanwezig bij deze viering waren koningin Beatrix, een groot aantal vertegenwoordigers van andere kerken en hoogwaardigheidsbekleders van de Russisch-orthodoxe Kerk.

### Discografie en dirigenten
Ter gelegenheid van het eerste lustrum werd de grammofoonplaat Gott in Russland opgenomen. Onder leiding van Elena Merks-Sjimanskaja, geboren in Kazachstan, die het koor van 1988 tot 1996 dirigeerde, werd ter gelegenheid van het tweede lustrum de eerste cd Tebje pojem samengesteld. De tweede cd, Swjataja Roesj, ter gelegenheid van het derde lustrum, dateert van 1995. Van 1996 tot 2006 stond het koor onder leiding van Pieter Edward de Graaf. Vanaf 2006 staat het a-capellakoor, bestaande uit zowel vrouwen als mannen, onder leiding van de in Glazov (Rusland) geboren dirigente Svetlana Tsariova.